# Transparency International – Česká republika
Transparency International – Česká republika, o.p.s. (TI ČR, TI CZ) je česká kancelář mezinárodní protikorupční nevládní organizace Transparency International (TI), působící v České republice od roku 1998, jejímž posláním je mapovat stav korupce a svou činností přispívat k jejímu omezování. Výkonným ředitelem TI ČR je od srpna 2024 David Kotora.
Patnáctičlenný expertní protikorupční tým TI ČR řeší velké mezinárodní i malé regionální kauzy. Prosazuje efektivní systémová řešení. Prostřednictvím projektů vzdělává o korupci občanskou společnost, státní a soukromou sféru. Poskytuje zdarma právní poradenství široké veřejnosti. Díky globální síti poboček TI sdílí mezinárodní zkušenosti všude tam, kde je třeba.

## Činnost

### Analytická činnost
Jednou z hlavních činností TI ČR je připravování analýz korupčních rizik spojených s fungováním firem a státních institucí, které je identifikují a vedou k efektivnímu nastavení procesů za účelem jejich předcházení.

### Právní poradenství
Právní poradna poskytuje bezplatné právní poradenství občanům a zaměstnancům soukromoprávních i veřejnoprávních subjektů v případě podezření z korupce nebo střetu zájmů, nečinnosti nebo nesprávného postupu úřadů nebo plýtvání veřejných prostředků na nepotřebných nebo předražených veřejných zakázkách. Nedílnou součástí činnosti právní poradny je také mapování a zvyšování transparentnosti veřejné správy za využití otevřených zdrojů dat.

### Prosazování protikorupčních zákonů
Cílem dlouhodobého působení organizace je vytváření takové legislativy a institucionálních opatření, které výrazně ztíží korupci, posílí otevřenost a efektivitu a zvýší pravděpodobnost dopadení a potrestání pachatelů korupčních trestných činů.

### Nastavování compliance procesů a programů
TI ČR se zabývá také nastavováním compliance procesů a programů ve firmách a státních institucích za účelem efektivní ochrany před nežádoucími protiprávními jevy v jejich strukturách.

### Školící a vzdělávací činnost
TI ČR provádí také prezenční a online školení, vhodná zejména pro posílení základních znalostí o korupci. Prostřednictvím své vzdělávací činnosti se poté snaží o posilování protikorupčních znalostí občanů a zvyšování integrity a kompetencí jak zaměstnanců státní správy, tak zástupců soukromého sektoru.

### Etická linka v hokeji
TI ČR ve spolupráci s Českým svazem ledního hokeje (ČSLH) provozuje etickou linku v hokeji, konkrétně zajišťuje shromažďování, vyhodnocování a prošetřování podnětů a oznamovatelů korupce v rámci zachování jejich anonymity. Tuto službu poté nabízí i pro další firmy nebo státní instituce.

### Monitoring předvolebních kampaní
Monitoringu předvolebních kampaní se TI ČR věnuje už od roku 2012. Cílem je nastavit vyšší standard transparentnosti a otevřenosti politických stran a politických hnutí při poskytování informací o financování kampaní a dále vytvoření přímého tlaku na kandidující subjekty, aby tak činily během volební kampaně v České republice. Metodika monitoringu se vyvíjí v průběhu let, jelikož se mění jak legislativní a institucionální prostředí, tak vnější pravidla, která nastavují technologičtí giganti, např. největší sociální síť světa Facebook.

## Nejvýznamnější kauzy

### Dopravní podnik hlavního města Prahy
TI ČR začala prověřovat Dopravní podnik hlavního města Prahy v roce 2011 na žádost Reportérů ČT ohledně analyzování a vyhodnocení několika dokumentů a informací souvisejících s nevýhodnými smlouvami na výrobu jízdenek. Výsledkem bylo odhalení chobotnice firem, propojené kontroverzním podnikatelem Ivo Rittigem, a odstoupení generálního ředitele Martina Dvořáka. Po medializaci této kauzy však paradoxně došlo k uzavření dalšího nevýhodného kontraktu, tentokrát mezi DPP a papírnou Neograph, který zprostředkovala Cokeville Assets, firma Rittigova obchodního partnera Petera Kmetě. Konečným příjemcem 17 haléřů z každé prodané jízdenky, které jí Neograph za zprostředkování odváděl, byl podle Nadačního fondu proti korupci právě Rittig. V roce 2013 byl Dvořák obviněn z porušování povinnosti při správě cizího majetku a v roce 2015 byl obviněn znovu, spolu s Rittigem a dalšími 12 lidmi z legalizace výnosů z trestné činnosti. V roce 2018 započal u Městského soudu v Praze proces s celkově 17 obžalovanými, kteří ovšem byli o rok později nepravomocně zproštěni viny.[zdroj?]
Během řešení kauzy nevýhodných jízdenek se však vynořil další problém. TI ČR v roce 2017, spolu s Člověkem v tísni a Hlídacím psem, upozornila na existenci utajené smlouvy mezi DPP a vymahači pokut, díky níž mohli inkasovat mimořádné odměny. Kritika se týkala jedné konkrétní části smlouvy, která přisuzovala advokátům nárok na odměnu i v případě, že se dlužník ocitne v insolvenci, a vyhne se tak platební povinnosti. Poté, co došlo k odhalení a následné medializaci problematické pasáže, přiměla pražská primátorka Adriana Krnáčová DPP ke změně jejího znění.[zdroj?]
V roce 2018 začala TI ČR řešit případ další nevýhodné smlouvy, uzavřené v roce 2011 bez možnosti její výpovědi za působení generálního ředitele Martina Dvořáka. V jejím důsledku musí DPP platit firmě KARIR až do svého konce desítky milionů korun ročně, a to zhruba do celkové výše půl miliardy korun, za pronájem vnitropodnikové dopravy, jako například čisticích, nákladních nebo zametacích vozů, které mu shodou okolností dříve patřily.[zdroj?]
V současné době[kdy?] se TI ČR zabývá bojem za transparentnost při výstavbě linky D pražského metra, jejímž investorem má být DPP společně s firmou Penta Investments, a kolem které se točí množství nezodpovězených otázek.

### Ekotendr
Veřejnou zakázku na odstranění starých ekologických škod vypsal v roce 2008 ministr financí Miroslav Kalousek na rekordních 114 miliard korun. Obří ekotendr se měl týkat 510 lokalit po celé České republice. Odborné odhady reálné ceny se však pohybovaly mezi 20 až 25 miliardami korun, nejlevnější nabídka byla poté stanovena na necelých 57 miliard korun. TI ČR po celou dobu kritizovala počínání vlády Petra Nečase, neboť ho považovala za ekonomicky nevýhodné a potenciálně korupční. Po zrušení ekotendru v roce 2011 byl sanační projekt rozdělen do mnoha dílčích částí.

### Lesy ČR
V roce 2011 byla TI ČR přizvána Ministerstvem zemědělství, aby se podílela na omezení korupčních rizik u hospodaření státního podniku Lesy ČR, a započala tak poskytování odborného poradenství ohledně veřejných zakázek na těžbu dříví a následného obchodování s ním. Zároveň přispěla k implementaci nových interních procesů a systému zakázek, jež fungují dodnes. V tomtéž roce však také upozornila na zpracování předraženého dvaceti pěti stránkového etického kodexu, vypracovaného firmou Rittig & Partners, kontroverzního podnikatele Ivo Rittiga, ve výši 1 720 000 korun bez DPH.[zdroj?]
V roce 2013 poté TI ČR podala trestní oznámení na základě anonymního upozornění kvůli pochybné veřejné zakázce na migraci webových stránek, která proběhla bez vypsání veřejné soutěže, a to konkrétně ve věci podezření ze spáchání trestního činu porušování povinnosti při správě cizího majetku. Záhy byl obviněn vedoucí oddělení IT státního podniku Lesy ČR, který následně strávil několik měsíců ve vazbě. V roce 2015 bylo v pokračování této kauzy sděleno obvinění čtyřem podnikatelům, kteří měli působit jako organizovaná skupina při legalizaci výnosů z trestné činnosti, a způsobit tak škodu ve výši bezmála 300 milionů korun.[zdroj?]
TI ČR se také podílela na prosazení novelizace zákona č. 319/2015 Sb., o státním podniku, díky které bylo možné ušetřit několik miliard korun pro státní rozpočet.

### První chráněná dílna
TI ČR se začala zabývat kauzou První chráněné dílny podnikatele Tomáše Horáčka v roce 2015, kdy poprvé upozornila na obcházení zákona č. 137/2006 Sb., o veřejných zakázkách, stejně jako neetické zneužívání systému pro podporu zdravotně postižených osob. Podstata jejího fungování spočívala v získávání širokého spektra veřejných zakázek na základě zaměstnávání zdravotně postižených osob, jejichž řešení však následně probíhalo z 90–100 % subdodavatelsky bez jejich účasti.[zdroj?]
Problematické rysy, obdobně jako u veřejných zakázek, poté vykazovala i náhradní plnění zabavená při policejním zásahu v roce 2018 v Nemocnici na Bulovce a Nemocnici na Františku. Tato razie zároveň odkryla Horáčkovo napojení na společnost HTS Corporate Groupe, která zastřešovala „schránkové firmy“, tj. firmy mající jen virtuální sídlo bez jakýchkoliv zaměstnanců.[zdroj?]
Na výtky TI ČR zareagoval nový zákon č. 134/2006 Sb., o zadávání veřejných zakázek, který zrušil toto zneužívané zvýhodnění a stanovil zadavateli možnost vyhradit veřejnou zakázku pouze pro uchazeče se statusem chráněné dílny.

### ROP – Severozápad
ROP – Severozápad byl jedním ze sedmi regionálních operačních programů, který v programovém období 2007–2013 zajišťoval přerozdělování evropských dotací v Karlovarském a Ústeckém kraji, které měly směřovat na podporu veřejně prospěšných projektů. TI ČR se aktivně podílela na objasňování této kauzy již od objevení prvních pochybností v roce 2008. Úzce spolupracovala při formulaci trestních oznámení s Leo Steinerem, který jako první upozornil v roce 2012 na korupční a netransparentní jednání, a započala tak rozplétání chobotnice klientelismu. Následně také analyzovala rozsudek vydaný Krajským soudem v Ústí nad Labem v roce 2013 týkající se odsouzení některých vysoce postavených úředníků nebo komentovala počínání složek státu v rámci trestního vyšetřování.

### Střet zájmů Andreje Babiše
TI ČR jako jedna z prvních upozornila v roce 2015 na to, že Čapí hnízdo naplňuje veškeré náležitosti dotačního podvodu a začala se zasazovat o jeho prošetření.[zdroj?]
V roce 2018 zase poukázala na to, že první vláda Andreje Babiše bez důvěry propustila mnohem více úředníků, než uvádí, a tedy že je neochránil ani zákon č. 234/2014 Sb., o státní službě, který měl politicky motivovaným propuštěním zabránit. Podle TI ČR došlo ke zrušení 37 vysokých úřednických pozic, namísto vládou avizovaných 23.[zdroj?]
V témže roce upozornila také na to, že na základě dokumentu uveřejněném ve slovenském Registru partnerů veřejného sektoru je Andrej Babiš nadále ovládající osobou holdingu Agrofert. V návaznosti na toto odhalení se TI ČR rozhodla podat podnět k příslušným českým úřadům kvůli obcházení novelizovaného zákona č. 159/2006 Sb., o střetu zájmů, který má zabránit vlastnictví médií a společností u části veřejných funkcionářů, drží-li v nich členové vlády alespoň čtvrtinový podíl. Zároveň nesmí pobírat nenárokové dotace a investiční pobídky nebo se účastnit veřejných soutěží. TI ČR následně odeslala druhý podnět spolu s otevřeným dopisem, tentokrát adresovaný Generálnímu ředitelství Evropské komise pro regionální politiku (DC Regio) a Generálnímu ředitelství Evropské komise pro zemědělství (DC Agriculture), ve kterém požádala o přezkum nároku holdingu Agrofert na obdržené miliardové evropské dotace.
Evropská komise na základě podnětu TI ČR spustila v roce 2019 auditní řízení zaměřené na porušováním české i unijní legislativy o střetu zájmů. Jednalo se o dvě auditní větve. První se věnovala nenárokovým dotacím mimo zemědělské tituly. Druhý audit se pak čistě zacílil na zemědělské dotace spojené s koncernem Agrofert.[zdroj?]
Obě finální auditní zprávy z léta 2022 potvrdily oprávněnost podnětů TI ČR zaslaných EU, že Andrej Babiš porušuje české a evropské zákony, protože nadále ovládá Agrofert, který pobírá unijní dotace. Evropská komise tak dala nevládní protikorupční organizaci za pravdu.[zdroj?]

## Komunikační kampaně
Česká pobočka Transparency International realizovala za dobu své více než dvacetileté existence řadu komunikačních kampaní s cílem otevřít veřejnou diskuzi a upozornit na důležitá témata a kauzy týkající se korupce.[zdroj?]

### Růžový patník
TI ČR v roce 2018 oslavila dvacáté výročí existence v České republice. Růžový patník, který nastříkal výtvarník David Černý, se stal motivem celé kampaně, protože symbolizuje vyčůranost, která stojí za zneužíváním veřejných financí, např. i ve formě předraženého „umění“ ve veřejném prostoru. Dále také představuje i pomyslnou bariéru společenského a ekonomického rozvoje země, a to díky korupci. Do kampaně k výročí 20 let od založení TI se zapojila řada osobností jako zpěvačka Barbora Poláková, investigativní novinář Janek Rubeš, raper Vladimir 518 nebo výtvarník TMBK.[zdroj?]
TI ČR zároveň na webu ruzovypatnik.cz, který vznikl k výročí jejího založení, zrekapitulovala své největší kauzy. Oslavy 20 let TI ČR a boje proti korupci vyvrcholili v pondělí 3. prosince 2018 narozeninovým koncertem v MeetFactory, kde zahráli David Koller, Vladimir 518, Barbora Poláková, Mucha a DJ Mardoša.[zdroj?]

### Korupční imunologie
TI ČR představila na přelomu let 2021 a 2022 online minisérii „Korupční imunologie“, která rozkrývá pět klíčových témat: korupci, střet zájmů, whistleblowing, lobbing a daňové ráje. Ke každé oblasti vznikla trojice výstupů.
V populárně naučných videích, kde hlavní roli ztvárnil Lukáš Langmajer, má divák příležitost se seznámit s každým z pěti vybraných témat.

## Financování
TI ČR má diverzifikované financování, které pramení jak z fundraisingu a dobrovolných darů, tak i vlastních placených aktivit v podobě online a offline školení nebo konzultační a analytické činnosti pro firmy a státní instituce. Kromě toho se hlásí o dotace a granty ze soukromých i veřejných zdrojů, o které soutěží ve výběrových řízeních. Po získání těchto projektových financí následují audity, finanční a správní kontroly a složité výkaznictví, jimiž TI ČR pravidelně prochází. Přehledy svého financování poté pravidelně zveřejňuje v souladu s principem absolutní transparentnosti, který prosazuje, ve výročních zprávách na svých webových stránkách. TI ČR má také transparentní bankovní účet 2100385154/2010 vedený u Fio banky.
Podle zveřejněné výroční zprávy za rok 2018 činily její celkové příjmy 10,22 milionů korun. Z toho z veřejných rozpočtů 6,32 milionů korun (62 %) – jmenovitě například od Ministerstva zahraničních věcí 2,897 milionů korun, od Ministerstva vnitra 0,872 milionů korun nebo od Ministerstva práce a sociálních věcí 0,205 milionů korun. Ve srovnání s tím získala od firemních dárců celkem 1,020 milionů korun (10 %) a od fyzických osob 0,999 milionů korun (10 %).
Podle kritiků je financování watchdogových organizací z veřejných rozpočtů problematické, protože je ohrožena jejich nezávislost. Argumentují tím, že tyto organizace musí být zadobře s politiky proto, aby získaly peníze z veřejných zdrojů. To jim brání politiky důsledně a nezávisle kontrolovat. Toto tvrzení však TI ČR rozporuje. „Jsme politicky nestranní a na naši nezávislost klademe velký důraz. Pouze my sami určujeme, jakým kauzám, aktivitám a tématům se budeme věnovat. Žádný dárce nemá na činnost Transparency International vliv.“

### Nejasnosti kolem vyúčtování dotace a výměna ředitele
V dubnu 2007 byla Transparency International ČR obviněna tehdejším ministrem financí Kalouskem ze zpronevěry státní dotace v souvislosti s pořádáním Mezinárodní protikorupční konference ve dnech 8. až 11. října 2001. Policie vyšetřovala, jak organizace naložila s třicetimilionovou dotací, kterou jí poskytlo ministerstvo financí a věc odložila. Organizace využila na pořádání konference zhruba polovinu částky, zbytek vrátila ministerstvu. Tehdejší ředitelka TI ČR Adriana Krnáčová tehdy uvedla, že „Okolnosti případu, především pak jeho načasování, nás proto vedou k důvodným obavám, že cílem trestního oznámení je diskreditovat vytrvalou snahu o důsledné odhalovaní případů korupce, zejména korupce politické“. Následně k 1. lednu 2008 odešla Adriana Krnáčová z vedení organizace a nahradil ji David Ondráčka, který do té doby v organizaci pracoval jako projektový manažer.

## Vedení

### Statutární orgán TI ČR
1. Marie Bohatá (funkce předsedkyně správní rady: 1998–2004)
2. Adriana Krnáčová (funkce výkonné ředitelky: 2001–2007)
3. David Ondráčka (funkce ředitele: 2008–2020)
4. Petr Leyer (funkce pověřeného ředitele: 2020–2022)
5. Ondřej Kopečný (funkce ředitele: 2022–2024)
6. David Kotora (funkce výkonného ředitele: od 2024)

### Správní rada TI ČR
Správní rada dohlíží na nezávislé fungování a dlouhodobé směřování organizace v souladu s jejím posláním. Předsedou Správní rady TI ČR je Jan Spáčil.

### Dozorčí rada TI ČR
Dozorčí rada dohlíží na finanční chod a stabilitu organizace.

### Sekretariát TI
Berlínský sekretariát TI pravidelně kontroluje v rámci procesu reakreditace každou z více než 100 národních poboček globální sítě protikorupčních nevládních organizací Transparency International.

## Výroční zprávy
Výroční zprávy, zkontrolované nezávislým auditorem, přinášejí ucelený přehled o financování TI ČR, a to včetně příjmů a nákladů.